# Verwaltungsgemeinschaft Bode-Selke-Aue
In de voormalige Verwaltungsgemeinschaft Bode-Selke-Aue, gelegen in de Landkreis Quedlinburg, werkten vijf gemeenten gezamenlijk aan de afwikkeling van hun gemeentelijke taken. Ze bleven juridisch echter onafhankelijk. Het zijn dus geen deelgemeenten naar de Nederlandse of Belgische betekenis van de term deelgemeente.

## Deelnemende gemeenten
- Ditfurt
- Hausneindorf
- Hedersleben
- Heteborn
- Wedderstedt

## Geschiedenis
De Verwaltungsgemeinschaft werd in 1994 opgericht.
Op 1 januari 2005 werd de Verwaltungsgemeinschaft samengevoegd met de Verwaltungsgemeinschaft Ballenstedt tot de nieuwe Verwaltungsgemeinschaft Ballenstedt/Bode-Selke-Aue. De Verwaltungsgemeinschaft Bode-Selke-Aue werd daarmee opgeheven.